# Falácia Nirvana
A falácia nirvana é um nome dado para uma falácia informal  que consiste em comparar uma situação real ou de possível existência com uma outra irreal, utópica e perfeita. Assim sendo, ela ignora que qualquer proposta de possível melhora para determinado problema é, frequentemente, preferível em detrimento de uma outra solução que sequer possui meios de se concretizar. O nome nirvana vem justamente do conceito budista de nirvana, que é associado a um estado de máxima perfeição. Ademais, a falácia nirvana é conceitualmente próxima da falácia da solução perfeita.
A falácia nirvana assume que se uma ação não é perfeita para um problema, ela não merece ser levada a sério. Falando-se dessa maneira fica óbvio o erro que a mesma carrega. Entretanto, essa falácia costuma aparecer de modo mais sutil.
Desse modo, tal falácia cria uma falsa dicotomia que apresenta uma opção que é, obviamente, vantajosa —e, ao mesmo tempo, completamente implausível. Portanto, uma pessoa usando a falácia nirvana pode atacar qualquer ideia contrária a sua, pois tal ideia adversária será sempre imperfeita. Sob essa falácia, a escolha não se dá entre propostas, de fato, executáveis, mas, sim, entre uma proposição alcançável e outra irrealista.

## História
Em La Bégueule (1772), Voltaire escreveu Le mieux est l''ennemi du bien, que muitas vezes é traduzido como "O perfeito é inimigo do bom" (literalmente: "O melhor é inimigo do bom").
O nome falácia nirvana foi dado pelo economista Harold Demsetz , em 1969, que disse: a visão que agora permeia muito da economia de política pública apresenta implicitamente a escolha relevante entre uma solução ideal e irreal e um arranjo institucional "imperfeito" possível. Esta abordagem nirvana difere consideravelmente de uma abordagem de instituição comparativa em que a escolha relevante é entre os arranjos institucionais reais alternativos.

## Falácia da Solução Perfeita
A falácia da solução perfeita possui significado próximo da falácia informal nirvana. Ambas são exemplos de pensamento binário, em que uma pessoa não consegue ver a complexa interação entre vários elementos componentes de uma situação ou problema, e, como resultado, reduz problemas complexos a um par de opostos extremos.
É comum que os argumentos que cometem essa falácia omitam como exatamente a solução proposta deve ser concretizada para além de sua pura imaginação, assim, expressando-a apenas em termos vagos. Alternativamente, ela pode ser combinada com a falácia da enganosa vivacidade, quando um exemplo específico de uma falha numa solução qualquer é descrito de modo emocionalmente poderoso e em detalhe, mas a sua probabilidade a priori é ignorada (consulte a heurística da disponibilidade).

## Exemplos
Postular (falaciosa)
Essas campanhas contra o uso de se dirigir após ter ingerido álcool não vão funcionar, porque as pessoas ainda vão beber e dirigir não importa o que se faça.
Refutação
A erradicação completa de dirigir bêbado não é o resultado esperado. O objetivo é a redução desse fato.
Postular (falaciosa)
Cintos de segurança são uma má ideia, pois as pessoas ainda vão morrer em acidentes de carro.
Refutação
Enquanto os cintos de segurança não podem garantir 100% de segurança em acidentes de carro, eles podem, sim, reduzir a sua probabilidade de morrer em um acidente de carro.